# Sidymella
Genre
Synonymes
- Sidyma Simon, 1895 nec Walker, 1856

Sidymella est un genre d'araignées aranéomorphes de la famille des Thomisidae.

## Distribution
Les espèces de ce genre se rencontrent en Océanie et en Amérique du Sud.

## Liste des espèces
Selon World Spider Catalog (version 24.5, 13/08/2023) :
- Sidymella angularis (Urquhart, 1885)
- Sidymella angulata (Urquhart, 1885)
- Sidymella badia (Keyserling, 1880)
- Sidymella benhami (Hogg, 1910)
- Sidymella bicuspidata (L. Koch, 1874)
- Sidymella excavata Machado & Guzati, 2019
- Sidymella furcillata (Keyserling, 1880)
- Sidymella hirsuta (L. Koch, 1874)
- Sidymella jordanensis (Soares, 1944)
- Sidymella kochi (Simon, 1908)
- Sidymella kolpogaster (Lise, 1973)
- Sidymella lampei (Strand, 1913)
- Sidymella longipes (L. Koch, 1874)
- Sidymella longispina (Mello-Leitão, 1943)
- Sidymella lucida (Keyserling, 1880)
- Sidymella marmorata Machado & Guzati, 2019
- Sidymella nigripes (Mello-Leitão, 1947)
- Sidymella rubrosignata (L. Koch, 1874)
- Sidymella sigillata (Mello-Leitão, 1941)
- Sidymella trapezia (L. Koch, 1874)

## Systématique et taxinomie
Sidyma Simon, 1895, préoccupé par Sidyma Walker, 1856, a été remplacé par Sidymella par Strand en 1942.

## Publications originales
- Strand, 1942 : « Miscellanea nomenclatorica zoologica et palaeontologica. X. » Folia Zoologica et Hydrobiologica, vol. 11, p. 386-402.
- Simon, 1895 : Histoire naturelle des araignées. Paris, vol. 1, p. 761-1084 (texte intégral).